# Amorce de film

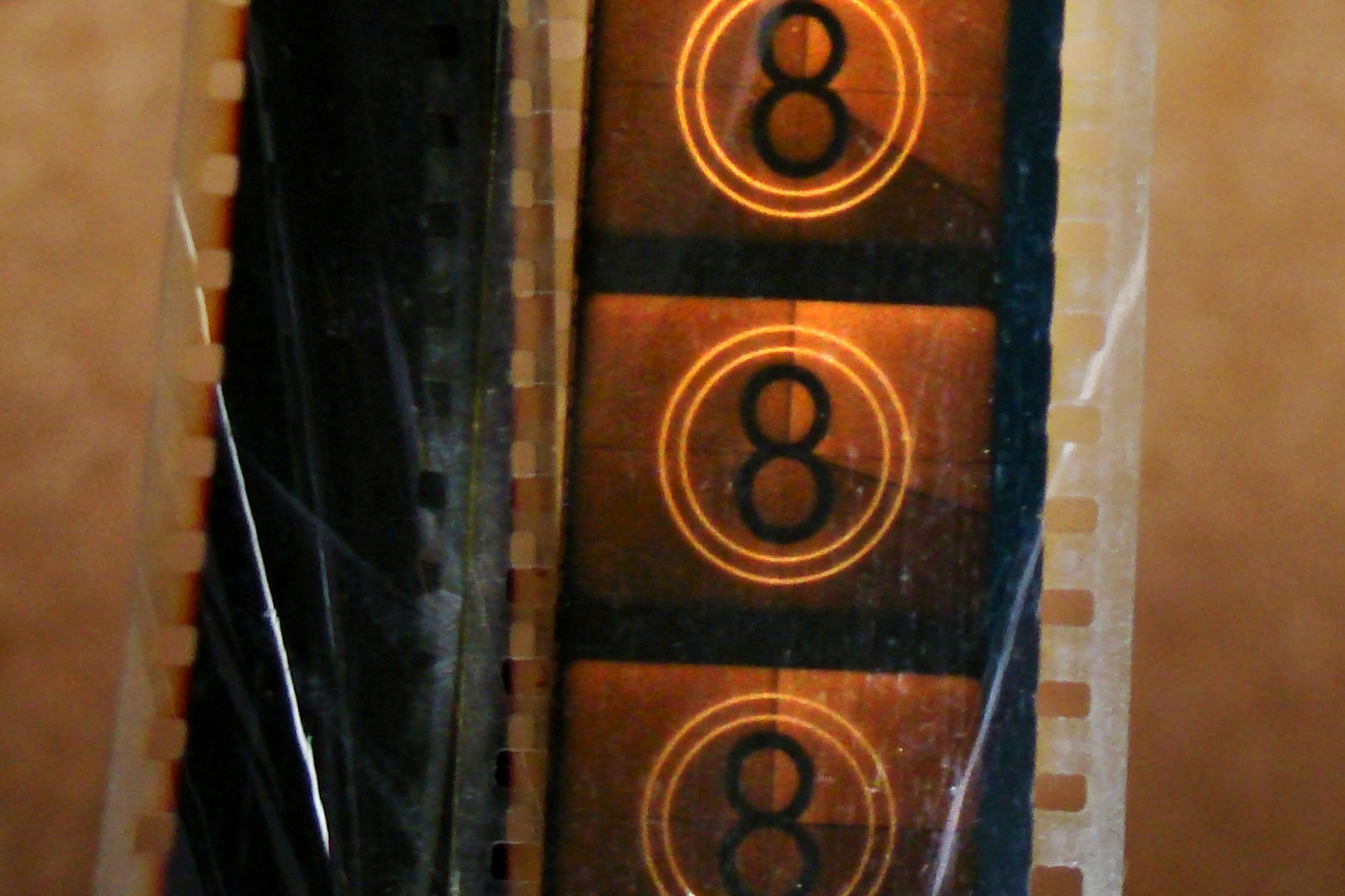
Un compte à rebours sur une amorce de film

Une amorce de film, film amorce, amorce de projection, ou bande amorce, est un bout de pellicule qui est attaché au début ou à la fin d'une pellicule pour assister à la mise en marche d'un projecteur ou d'un télécinéma. Une amorce attachée au début d'une bobine est parfois désignée sous les noms d'amorce de début, amorce de départ, ou amorce initiale,. Une amorce attachée à la fin de la bobine est désignée sous les noms d'amorce de décharge ou d'amorce de fin de bobine.
Le terme « Amorce de film » (Film leader), utilisé de manière générique, fait référence aux différents caractères fabriqués pour plusieurs utilisations en édition et en laboratoire. Par exemple, certains caractères sont utilisés dans le coupage négatif tout en créant les rouleaux A et B pour l'impression. Le terme « Painted leader » (littéralement « Amorce peinte ») désigne un film perforé qui contient des couleurs générales, habituellement du blanc, du noir, du rouge, du bleu ou du vert. Ces films sont utilisés pour les amorces de protection de début et de fin de bobine pour empêcher le matériel de programmation principal d'être endommagé. Un « Fill leader » (littéralement « Amorce de remplissage ») est utilisé pour espacer différentes sections de bande son magnétiques, ce qui permet de les laisser synchronisés avec l'image. Cette amorce est habituellement conçue à partir de copies retirées ou rejetées de programmes déjà distribués.
Une amorce de film universelle (Universal Film Leader) est une amorce de début conçue à la fois pour les projections télévisuelles et cinématographiques. Cela inclut le compte à rebours ainsi que les informations techniques sur le film, y compris le titre, le studio, le numéro de production, le format d'image, le niveau du son et le mixage, le numéro de la bobine et la couleur.
Les amorces de début sont indiquées à l'aide d'information visuelle et sonore qui peut être utilisée pour s'assurer que la bonne quantité de temps est allouée à la machine pour accélérer à la bonne vitesse et arriver au début d'un programme ou d'un film. Ces amorces contiennent généralement un décompte.

## Amorces avec compte à rebours
Deux versions de l'amorce avec un compte à rebours sont connues:
Academy Leader (Amorce Académique)Introduite le 1er novembre 1930 par l'Académie des arts et des sciences du cinéma, elle contient des numéros marqués une fois par pied (soit 16 images par pied pour une pellicule 35 millimètres) avec un décompte allant de 12 à 3. « NEUF » et « SIX » sont écrits pour éviter la confusion avec les chiffres 6 et 9 si la pellicule est à l'envers. Les chiffres sont imprimés à l'envers dépendamment du programme projeté pour qu'ils apparaissent à l'endroit lorsque le projectionniste prépare un projecteur. Au chiffre 3, un bip rapide se fait entendre (sur les copies 35 millimètres destinées à une projection cinématographique, ce bip est muet pour éviter qu'il ne soit accidentellement joué dans la salle de cinéma). Cette amorce est spécifiée SMPTE 301. Ce standard spécifie également la position et le placement des repères à la fin de la bobine.
SMPTE Universal Leader (Amorce Universelle SMPTE)Au milieu des années 1960, la Society of Motion Picture and Television Engineers (SMPTE) remplaça l'amorce académique par un nouveau style, intitulée SMPTE Universal Leader, conçue aussi bien pour les applications de projections cinématographiques que télévisuelles (elle ne fut cependant pas acceptée de manière globale dans le cas des projections cinématographiques). Elle contient un décompte continu allant de huit à deux (mesuré cette fois en secondes et non en pieds), avec les chiffres placés au centre d'une cible avec deux cercles blancs et une animation de « bras » rotatif. Au début, avant le décompte, la phrase « 16 SOUND START » (SON 16 [MM] DÉBUT) s'affiche puis « 35 SOUND START » (SON 35 [MM] DÉBUT) dans une cible en forme de cercle. Puis, la phrase « PICTURE START » (DÉBUT FILM) apparait et le décompte commence. Les numéros apparaissent à l'endroit lorsque l'amorce est projetée sur un écran, alors que les numéros de l'amorce académique apparaissent à l'endroit. Au chiffre 4, les lettres « C C F F » apparaissent autour du décompte, ce qui signifie que ces images sont utilisées en tant qu'images de contrôle (« control frames ») Au chiffre 2, un bip rapide se fait entendre (ce bip est parfois connu en anglais sous le nom de « 2-pop »). L'amorce universelle est spécifiée ANSI/SMPTE 55. Ce standard spécifie également la position et le placement des repères à la fin de la bobine. En 1992 ou en 2000, le nom de cette amorce passa de « Universal Leader » (Amorce Universelle) à « Television Leader » (Amorce Télévisuelle).
La plus récente longueur moyenne de ces amorces est la même : sur 35 millimètres, 16 pieds et 4 ou 260 images. La section du décompte débute par une seule image contenant les mots « Picture Start ». Le bip de synchronisation se fait entendre sur la dernière image numérotée (« 3 » sur l'amorce académique, « 2 » sur l'amorce télévisuelle de la SMPTE). La longueur de la section avec le décompte, de l'image « Picture Start » jusqu'à l'image « 3 » (indiquant les pieds) ou « 2 » (indiquant les secondes), est de neuf pieds et une image (145 images) plus 47 images noires (pour un total d'exactement 12 pieds ou 192 images).
En 2013, la SMPTE a introduit la D-Cinema Digital Leader (Amorce Digitale D-Cinema); une version numérique de l'amorce de décompte destinée à être utilisée avec les fichiers Digital Cinema Distribution Master (DCDM),. Le DCDM représente l'avant-dernière étape de la création du Digital Cinema Package (DCP). Contrairement aux standards précédents, il n'y a aucun repère de changement de bobine vu que les fichiers numériques cinématographiques sont continus.

## Anciennes versions
Society Leader (Amorce de société)Cette amorce, introduite en 1951 par la SMPTE, était une version modifiée de l'« Academy leader » créée dans le but de la rendre plus fonctionnelle avec les chaines cinématographiques que la plupart des stations télévisuelles utilisaient à l'époque. Le compte à rebours par pieds, de 11 à 3, était toujours présent, mais au lieu d'avoir les chiffres placés à l'envers dépendamment des visuels du programme principal, ils étaient placés à l'endroit. De plus, au lieu d'avoir uniquement du film noir placé entre les chiffes, cette amorce avait un motif en forme de réticule pour aider au cadrage et à la mise au point sur télévision. Ce style d'amorce avec un décompte n'a pas reçu d'identification standard séparé. Il fut remplacé dans sa totalité par l'amorce universelle SMPTE.
- Le format académique fut revu en avril 1934. Cette révision recula les repères de changement de bobine de six images. Après la Seconde guerre mondiale, le format de 1934 fut accepté par l'American Standards Association, le précurseur de l'ANSI, et eut comme numéro ASA Z22.55-1947, « Specification for 35-Millimeter Sound Motion Picture Release Prints in Standard 2000-Foot Lengths » (littéralement « Spécification pour les copies de distribution de film sonore de 35 millimètres sur des longueurs standards de 2000 pieds »)[13]. Ce standard était destiné à être supplanté par l'amorce universelle SMPTE, introduite en 1965–66. Mais lorsqu'on réalisa que les projectionnistes de cinéma n'allaient pas accepter ce nouveau format, le format traditionnel Académique reçut un nouveau code: SMPTE 301.
- L'amorce universelle SMPTE d'origine avait une densité de gris moyen pour l'arrière-plan global et les 47 images entre l'image 2 et la première image du film[14]. Ces images sont passées au noir dans les versions révisées pour encourager les projectionnistes de cinéma à adopter cette amorce .

## Galerie

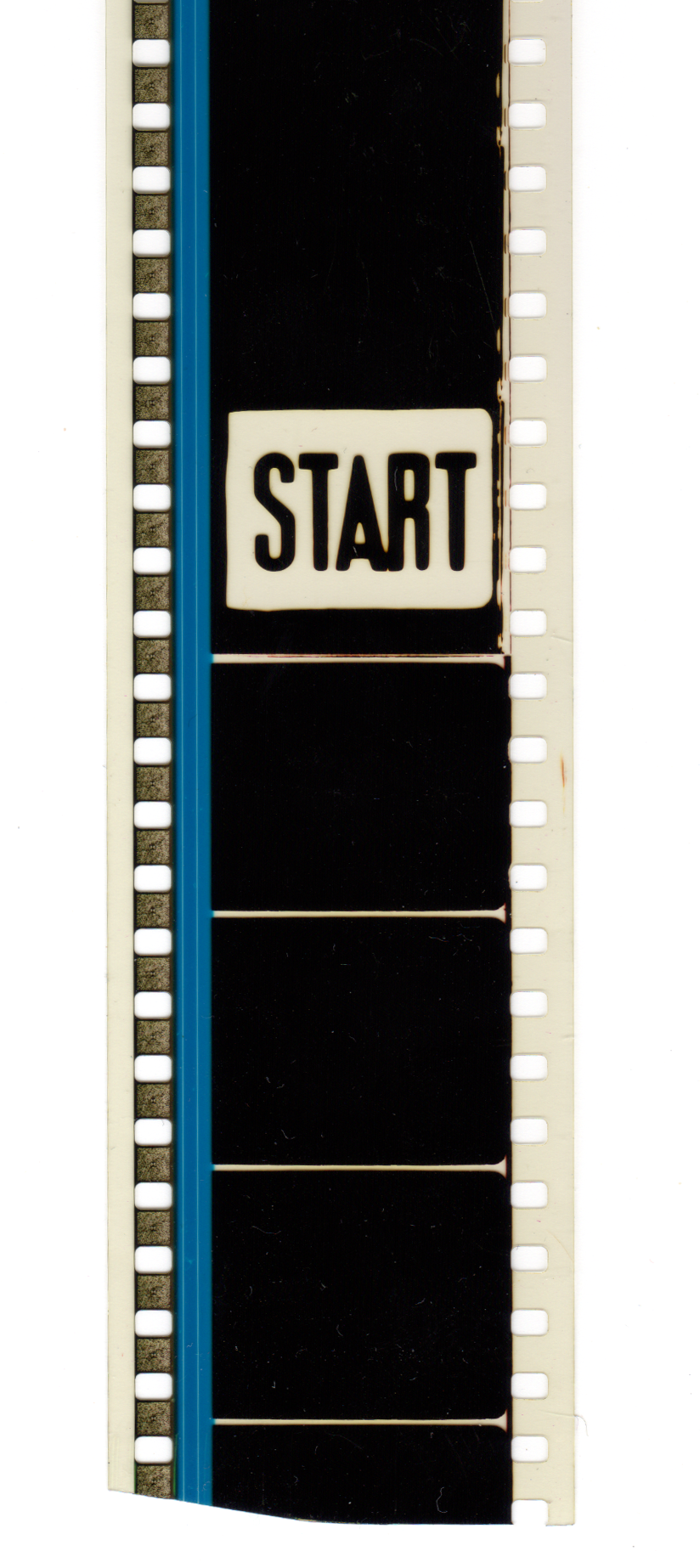
Amorce 35 mm avec le mot « START »
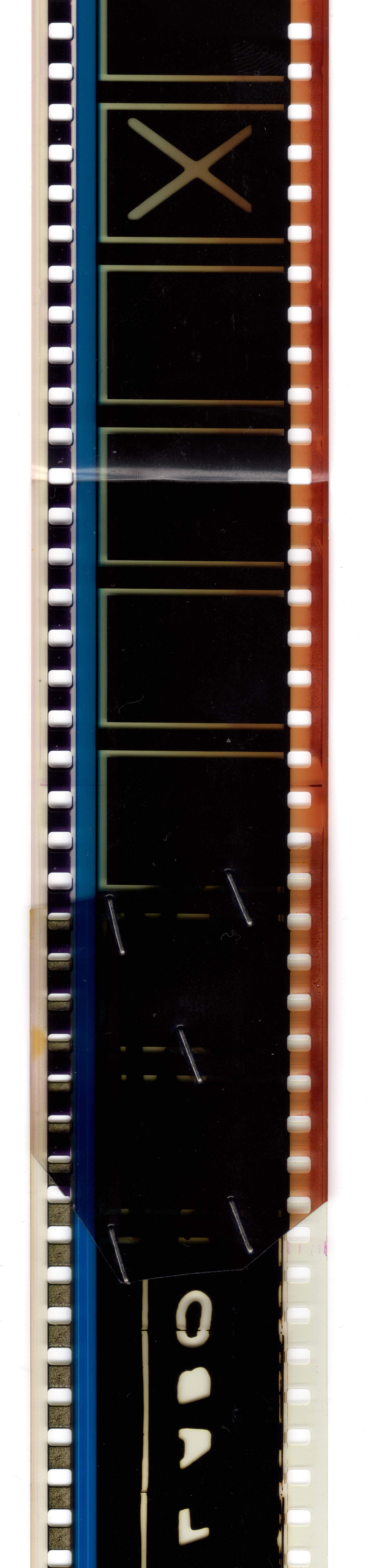
Amorce 35 mm avec des agrafes
Amorce de son 16 mm.
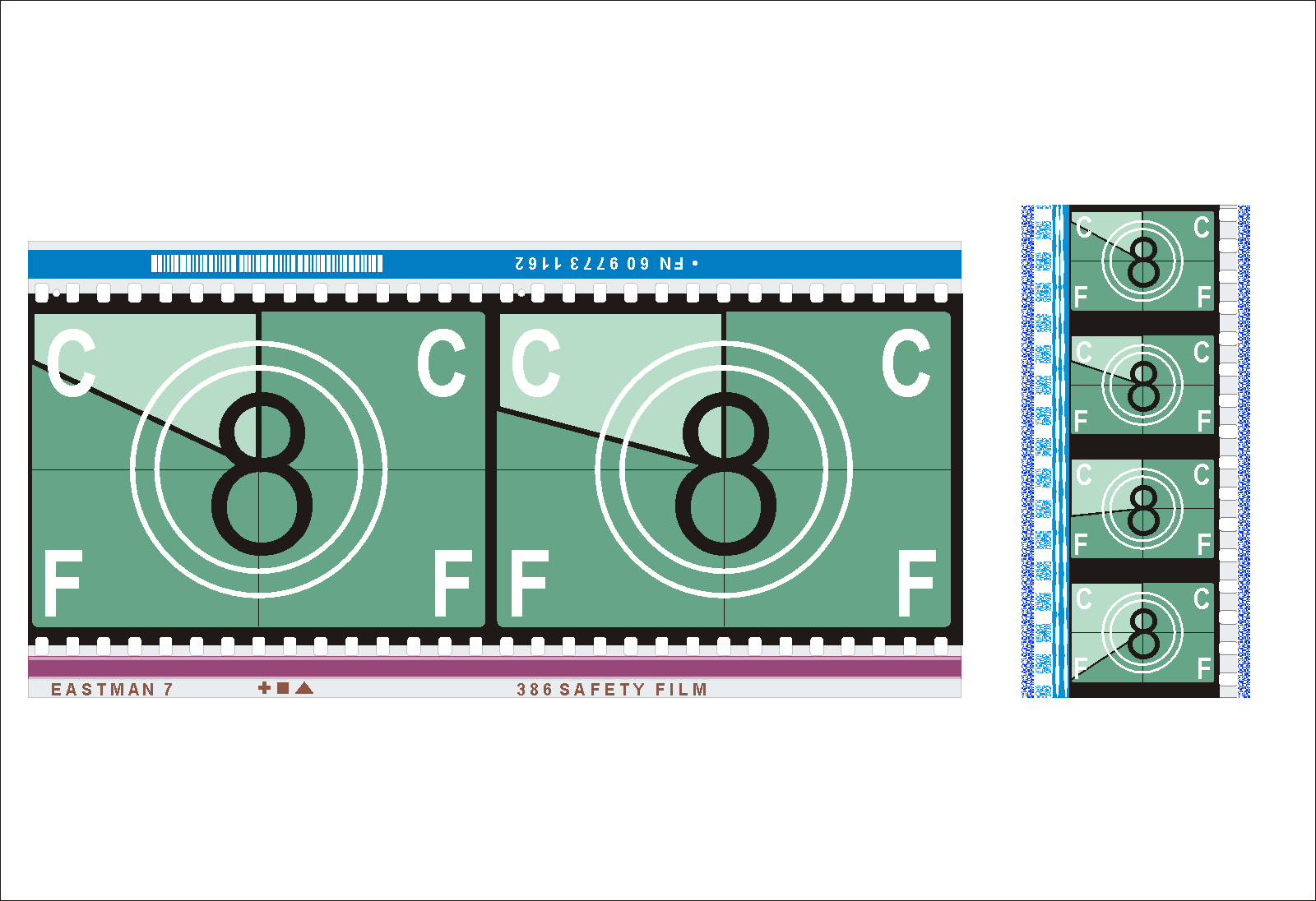
Amorce 35 mm pour IMAX